# Limanu
Limanu là một xã thuộc hạt Constanța, România. Dân số thời điểm năm 2002 là 4728 người.